# Antennendiversität

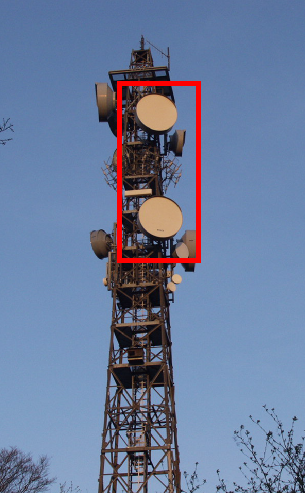
Zwei Richtfunkantennen (im roten Rechteck) um störende Bodenreflexionen entlang der Richtfunkstrecke mittels Raumdiversität zu kompensieren

Antennendiversität (englisch antenna diversity) bezeichnet in der Funktechnik die Verwendung mehrerer Antennen pro Sender oder Empfänger. Mit der erzielten Diversität können störende Interferenzen reduziert werden. Dies ist besonders bei mobilen Funkanwendungen sinnvoll.
Es wird zwischen der Makrodiversität, bei der die Antennen teils weit mehr als hundert Meter und mehr als einige 100 Wellenlängen auseinander liegen, und der Mikrodiversität, bei der die Antennen im Bereich einer oder einiger weniger Wellenlängen angeordnet sind, unterschieden.

## Empfangsdiversität
Bei der Ausbreitung von Funkwellen treten Reflexionen der Funkwelle an Gebäudewänden oder dem Erdboden auf, ähnlich wie beim Schall Echos in den Bergen. Es kann dann passieren, dass sich die direkte Funkwelle mit einer reflektierten Funkwelle an einer bestimmten Stelle auslöscht, dies wird als destruktive Interferenz bezeichnet, da es zwischen beiden aufgrund der unterschiedlichen Weglänge zu einem Laufzeitunterschied und damit zu einer Phasenverschiebung kommt. Beträgt die Phasenverschiebung eine halbe Wellenlänge, kommt es zur Auslöschung. Bei davon gering abweichenden Phasenverschiebungen zu einer Schwächung des Signals.
Benutzt man nun mehrere Empfangsantennen, so ist die Wahrscheinlichkeit hoch, dass sich mindestens eine der Antennen an einer Stelle befindet, die nicht von der Signalauslöschung betroffen ist. Entsprechend ist im Empfänger eine Funktion erforderlich, die erkennt, welche der Antennen gerade das beste Signal empfängt und dann deren Signal verwendet. Unabhängig davon kommen noch allgemeine Störungen und Fading hinzu.

### Funktionsprinzip

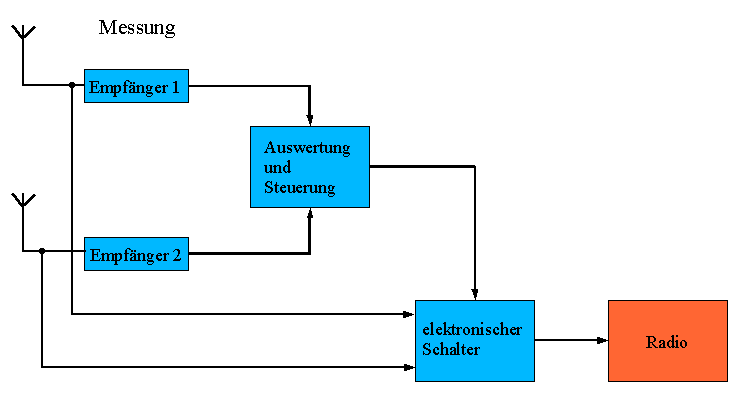
Blockschaltbild Antennendiversität mit zwei Antennen

Das Bild zeigt ein Verfahren mit Umschaltung im Basisband, bei welchem jede Antenne einen eigenen Empfänger besitzt, der das Antennensignal misst. Das Messergebnis geht dann zu einem Auswerter, der einen elektronischen Schalter steuert und dem Hauptempfänger (zum Beispiel einem Radio) die Antenne zuschaltet, die den höchsten Pegel beziehungsweise den besten Rauschabstand erzeugt („Selection Diversity“). Zusätzlich zu den Empfängern in den Antennenzweigen gibt es also einen dritten Empfänger, der dann das Signal zum Beispiel als Bild oder Ton weiterverarbeitet.
Dieses Verfahren hat den Vorteil, Antennen unabhängig voneinander messen zu können, ohne dass ein Antennenwechsel erfolgen muss. Einer der Nachteile besteht darin, dass für jede Antenne ein eigener Empfangszweig vorhanden sein muss. Dies ist mit einem erheblichen Kostenaufwand verbunden, welcher gerade in mobilen Endgeräten (zum Beispiel in der Automobilindustrie, im Mobilfunk, …) möglichst gemieden wird.
Im Bereich der funktechnischen Übertragung von Mikrofonsignalen ist die Konstruktion mit mehreren Empfängern ein Qualitätsmerkmal und wird mit „True Diversity“ bezeichnet. Hochwertige Funkmikrofone beziehungsweise deren Empfangsteile sind in der Regel nach diesem Prinzip aufgebaut.
Der Begriff „Scanning-Diversity“ bezeichnet ein Verfahren, welches das Umschalten verschiedener Antennen an einen Empfänger beinhaltet. Unterschreitet die momentan aufgeschaltete Antenne einen festgelegten Wert oder weist die Antenne ein Störsignal auf, so wird dem Empfänger die nächste, das Kriterium erfüllende Antenne angeboten. Weitere Antennen lassen sich problemlos integrieren (ein weiterer Port am Umschalter vor dem Empfänger und der Auswertelogik). Im gesamten System ist lediglich ein Empfänger vorhanden, welcher neben der Nachrichtenübermittlung auch der Signalauswertung für die Diversitäts-Logik dient.
Die genannten Verfahren setzen eine HF-Signalverarbeitung voraus, Mischformen sind möglich.
Der Begriff „Digital-Diversity“ wird für ein Verfahren genutzt, bei welchem das hochfrequente Antennensignal in das Basisband heruntergemischt und anschließend digitalisiert wird. Die weitere Verarbeitung im Empfänger erfolgt vollständig digital, mit allen sich bietenden Vor- und Nachteilen. Ein Vorteil besteht beispielsweise in der Anwendung digitaler Filter zur präzisen Kanaltrennung bei Nachbarkanalstörungen, ein Nachteil ist der enorme Kostenaufwand zur Integration weiterer Antennen (siehe oben, steigende Anzahl von Empfängerzweigen).
Mit aufwendigeren Verfahren, wie sie zum Beispiel beim Mobilfunkstandard UMTS benutzt werden, können die Signale mehrerer Antennen gewichtet addiert werden, um das Signal-Rausch-Verhältnis zu optimieren. Basisstationen haben zu diesem Zweck gewöhnlich mehrere (oft zwei) Empfangsantennen für eine Zelle. Auf Mobiltelefonseite ist es weitaus schwieriger und teurer, mehr als eine Antenne in ein Gerät zu integrieren. Infineon hat einen solchen HF-Chip (namens SMARTi™ UE+) 2008 das erste Mal präsentiert.

## Sendediversität
Da bei manchen Funkgeräten (zum Beispiel Mobiltelefonen) die Realisierung von Empfangsdiversität zu aufwändig ist, kann auch senderseitig (hier: Mobilfunk-Basisstation) mit mehreren Antennen gearbeitet werden. Da das gleichzeitige Aussenden eines Funksignals über mehrere Antennen zu (unerwünschten) Richtwirkungen führen würde, muss entweder schnell zwischen den Sendeantennen umgeschaltet werden oder es wird zeitversetzt gesendet, was aus Sicht des Empfängers einer Mehrwegeausbreitung entspricht. Dies ist jedoch nur sinnvoll, wenn der Empfänger in der Lage ist, die Signale von mehreren Ausbreitungswegen zu kombinieren.

## Antennenanordnungen
Es wird zwischen Raumdiversität und Polarisationsdiversität unterschieden.
Bei der Raumdiversität werden (identische) Antennen in gewissem Abstand zueinander aber mit gleicher Ausrichtung montiert. Ein Mindestabstand von zehn Wellenlängen (= Faustformel) sollte eingehalten werden, um den Diversitätsgewinn voll auszunutzen.
Bei der Polarisationsdiversität werden zwei Antennen mit einem Winkelunterschied von 90° zueinander montiert. Da sich Interferenz zu einem bestimmten Zeitpunkt und Ort meist nur auf eine Polarisationsrichtung auswirkt, kann mit gekreuzten Antennen ein Diversitätsgewinn erzielt werden. Das hängt damit zusammen, dass (bei linearer Polarisation) durch Beugung oder Reflexion an Gegenständen die Polarisationsebene gedreht werden kann. Bei rotierender Polarisation kann durch Reflexion die Rotationsrichtung verändert werden. Hier kommen dann zwei Antennen mit unterschiedlicher Rotationsrichtung zum Einsatz.
Im Gegensatz zur Diversität werden bei speziellen Antennenpaaren die Interferenzen nicht verringert, sondern verstärkt und zu Richtungsmessungen benützt.

## Anwendungsbeispiele

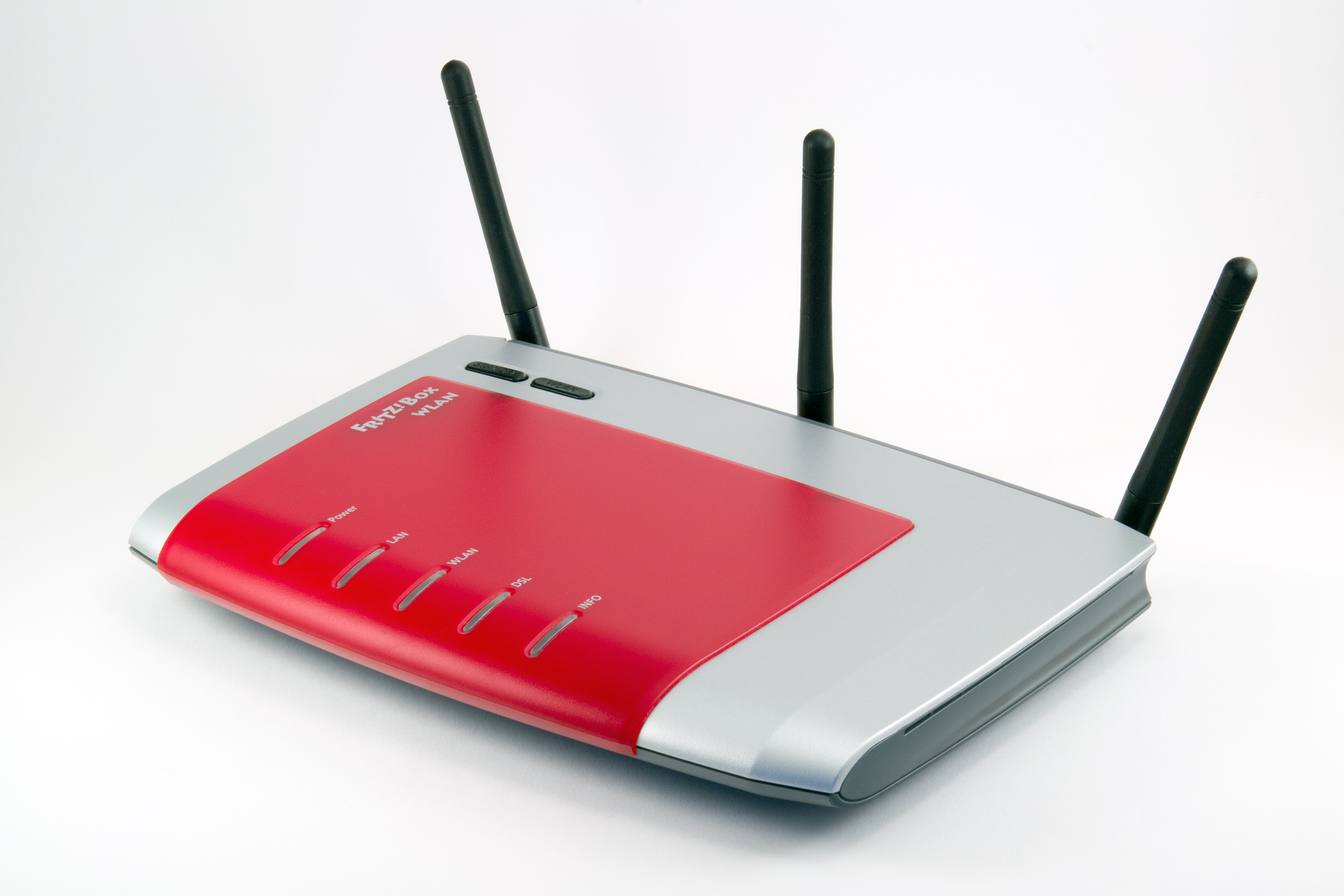
WLAN-Access-Point mit drei Antennen

Moderne Autos haben beispielsweise oft die Antennen in den Front-, Heck- oder auch Seitenscheiben und zum Teil auch in den Stoßstangen eingebaut.
Bei vielen WLAN-Access-Points werden inzwischen mehrere Antennen verwendet, diese übertragen jedoch verschiedene Signale um mittels MIMO die Datenrate zu erhöhen.
GSM- und UMTS-Basisstationen verwenden meistens Empfangsdiversität. Einige Hersteller von Netztechnik bieten bereits zusätzlich Sendediversität an.
Kabellose Mikrofone sind schon wegen ihrer Bewegung im Übertragungsraum auf Diversität angewiesen, um ein unterbrechungsfreies Signal zu liefern. Hier haben die Empfangsgeräte zwei separate Empfangsteile und schalten unhörbar auf das jeweils bessere Signal um.

## Smart Antennas
Einen Schritt weiter als Diversität geht das Prinzip der Smart Antennas. Hierbei wird ein Array von vier oder mehr Antennen eingesetzt. Die Signale der Einzelelemente werden über einstellbare Phasenschieber kombiniert. Hierdurch entsteht eine Richtwirkung, die elektrisch eingestellt werden kann. Dazu dient das Prinzip der Phased-Array-Antenne.
Eine weitere Anwendung findet Diversität im Rahmen von HSDPA-Datenkarten.

## DVB-T in Fahrzeugen
Dank Diversitäts-Empfängern ist auch der DVB-T-Empfang in einem bewegten Fahrzeug möglich. Je nach Kanal kann eventuell ein störungsfreies TV-Signal empfangen werden. Das funktioniert in den unteren Kanälen bis etwa 160 km/h.